# Archiv der Mathematik
Archiv der Mathematik is een internationaal, aan collegiale toetsing onderworpen wetenschappelijk tijdschrift op het gebied van de wiskunde. De naam wordt in literatuurverwijzingen meestal afgekort tot Arch. Math. Het wordt uitgegeven door Springer Science+Business Media onder het merk Birkhäuser Verlag en verschijnt 12 keer per jaar. Het van oorsprong Duitstalige tijdschrift publiceert tegenwoordig in het Engels.